# O, var är det folk som på Andens bud
O, var är det folk som på Andens bud är en sång skriven 1877 av Eben Eugene Rexford, översatt till svenska 1900 av Anna Ölander (1861-1939) och textbearbetades 1986. Musiken skrevs 1820 av George Frederick Root.

## Publicerad i
- Psalmer och Sånger 1987 som nr 475 under rubriken "Vittnesbörd - tjänst - mission".[2]
- Segertoner 1988 som nr 431 under rubriken "Den kristna gemenskapen - Vittnesbörd - tjänst - mission".[1]